# 타짜 (만화)
《타짜》는 김세영이 쓰고, 허영만이 그린 만화이다. 도박과 그에 얽힌 인간들의 군상을 적나라하게 드러냈다. 《스포츠조선》에 연재하였고, 연재가 끝난 후에는 단행본으로 발간했다. 도박을 사실적으로 묘사했고 속고 속이는 비정한 인간 관계를 잘 표현했다.
시대 변천에 따라서 중심이 되는 도박도 변해 왔다. 한국 전쟁 직후부터 5·16 군사정변 시기가 배경인 1부 《지리산 작두》에서는 당시 유행하던 섯다, 도리짓고땡등이 주로 등장한다. 2부 《신의 손》에서는 고스톱을 중심으로 이야기가 펼쳐진다. 3부 《원 아이드 잭》에서는 포커가 중심 소재이다. 4부 《벨제붑의 노래》에서는 카지노를 중심으로 국제적인 규모로 이야기가 전개된다.

## 줄거리

### 1부: 지리산 작두
6·25 전쟁후 지리산 자락에서 나무짐을 하며 살던 김곤은 도박판을 기웃거리게 된다. 결국 타지에 나가서 고생하며 돈을 모은 누나가 고향집에 온 사이, 누나의 돈으로 도박판에 끼어 들었다가 모든 돈을 날린다. 곤은 도박판에서 큰돈을 벌어 누나에게 진 죄를 갚겠다는 생각만으로, 타짜가 되기 위해서 평경장(평은수)을 찾아 나선다.
평경장에게 화투를 전수받고 평경장과 함께 전국 화투판에서 실전을 쌓던 고니는 정마담이 운영하는 하우스에서 선수로 일을 하게 된다.

### 2부: 신의 손
주인공 함대길은 김곤의 조카이다. 대길의 어머니 돈을 훔쳐 하룻밤 도박에 탕진한 사람이 바로 1부의 주인공 김곤이었다. 어려서부터 도박에 재능을 보이던 대길은 대학교 입학 후 시위도중 엉겹결에 진압중이던 경찰을 때려 사망하게 한다. 도박꾼들의 하우스에 숨어 지내던 대길은 하우스의 사기 도박판에 보조기사 역할을 하게 된다. 훗날 사기도박 조직에게 배신을 당한 대길은 경찰에 밀고 당해 감옥에 갇히게 된다.감옥에서 사랑하던 여자의 상황을 알게 된 대길은 그 여자의 인생을 망친 사람들과 한판 승부를 벌이게 되는데 거기에는 아귀 대기업 아들들 그리고 기타 기술자들이 있는데.....

### 3부: 원 아이드 잭
주인공 도일출은 1부에서 등장하는 전설적인 타짜 짝귀의 아들이다. 대학교 동기들에게 사기 도박을 당해 엄청난 빚을 지게 된 일출은 결국 스스로 타짜가 되어 이들에게 복수를 하기로 결심한다

### 4부: 벨제붑의 노래
절친한 친구 박태영에게 배신당한 장태영은 성공한 기업가에서 엄청난 빚을 떠안은 도박꾼으로 전락하게 된다. 콩팥까지 떼인다. 자신의 누나까지 행방불명이 되자 장태영은 복수를 위해 타짜가 되기로 결심한다.

## 같이 보기
- 영화 《타짜》는 〈1부 지리산 작두〉를 바탕으로 만들어졌다
- 영화 《타짜: 신의 손》은 〈2부 신의 손〉을 바탕으로 만들어졌다
- 영화 《타짜: 원 아이드 잭》은 〈3부 원 아이드 잭〉 을 바탕으로 만들어진다
- 드라마 《타짜》는 〈1부 지리산 작두〉의 캐릭터와 〈2부 신의 손〉의 배경을 바탕으로 만들어졌다